# Instant Karma!
"Instant Karma! (We All Shine On)" é uma canção de rock do músico britânico John Lennon, sendo lançado como single em 6 de fevereiro de 1970 pela gravadora Apple Records. A música é uma das três músicas solo de Lennon, juntamente com "Imagine" e "Give Peace a Chance", no Rock and Roll Hall of Fame. A canção está entre uma das músicas lançadas de forma mais rápida na história do rock, pois foi gravada (no famoso Abbey Road Studios) no mesmo dia em que foi escrita, sendo lançada apenas dez dias depois. Lennon, certa vez, chegou a dizer que "a escreveu para o café da manhã, a gravou para o almoço e a lançou no jantar". A música foi produzida pelo famoso produtor musical, Phil Spector.
Os músicos que participaram da gravação da música estão John Lennon como vocalista líder, violão e teclado; Billy Preston no piano; Klaus Voorman no baixo e backing vocals; Alan White na bateria; George Harrison na guitarra e vocais de apoio; Yoko Ono nos vocais de apoio; o assistente dos Beatles, Mal Evans, no sinos tubulares e palmas, além do empresário dos Beatles Allen Klein e outras pessoas convidadas para que pudessem fazer um overdub nos vocais de apoio. A produção da canção usou a famosa técnica "Wall of Sound" criada por Spector.
A canção alcançou o top cinco nas paradas britânicas e americanas de singles, competindo com "Let It Be" dos Beatles nos Estados Unidos, onde se tornou o primeiro single solo de um membro da banda a vender um milhão de cópias

## Na cultura popular
- O título do livro The Shining, de Stephen King, veio do refrão dessa música de John Lennon, que diz: "We all shine on..." King disse, no entanto, que o livro se chamaria "The Shine", porém, antes do lançamento, ele alterou o título ao perceber que "shine" era um termo pejorativo para negros.[1]

## Posição nas paradas e certificações
| Parada (1970)                            | Melhor posição |
| ---------------------------------------- | -------------- |
| Austrália (Go-Set National Top 40)       | 5              |
| Áustria (Ö3 Austria Top 40)              | 4              |
| Bélgica (Ultratop Singles Valônia)       | 4              |
| Canadá (RPM 100)                         | 2              |
| Países Baixos (MegaChart Singles)        | 7              |
| Irlanda (Irish Singles Chart)            | 3              |
| Japão (Oricon Singles Chart)             | 58             |
| Nova Zelândia (Listener Chart)           | 4              |
| Noruega (VG-lista Singles)               | 9              |
| Suécia (Kvällstoppen Chart)              | 4              |
| Suíça (Swiss Hitparade)                  | 9              |
| Reino Unido (UK Singles Chart)           | 5              |
| Estados Unidos (Billboard Hot 100)       | 3              |
| Estados Unidos (Cash Box Top 100)        | 3              |
| Alemanha Ocidental (Media Control Chart) | 7              |

| Parada (1992)          | Melhor posição |
| ---------------------- | -------------- |
| Suíça (Singles Top 75) | 31             |

| Parada (1970)                       | Posição |
| ----------------------------------- | ------- |
| Canadá (RPM Top 100)                | 21      |
| Países Baixos (Single Top 100)      | 81      |
| Estados Unidos (Billboard Year-End) | 34      |
| Estados Unidos (Cash Box)           | 20      |

| Região                                         | Certificação | Vendas     |
| ---------------------------------------------- | ------------ | ---------- |
| Estados Unidos (RIAA)                          | Ouro         | 1,000,000^ |
| ^distribuições baseadas apenas na certificação |              |            |